# Rutland Water
Rutland Water est un lac artificiel dans le comté de Rutland, près d'Oakham. Construit en 1976, il est l'un des plus grands lacs artificiels d'Europe, le plus grand du Royaume-Uni par sa superficie (10,86 km2) et le second après Kielder Water par sa capacité (124 000 000 m3). Le site est également désigné site d'intérêt scientifique particulier depuis 1984 et site Ramsar depuis 1991.